# South Bend (Washington)
South Bend je grad u američkoj saveznoj državi Washington. Prema popisu stanovništva iz 2010. u njemu je živjelo 1.637 stanovnika.